# Jiří Hoskovec
Jiří Hoskovec (* 19. Februar 1933 in Ústí nad Labem; † 11. Juli 2011 in Prag) war ein tschechischer Psychologe. Seine Spezialgebiete waren Verkehrspsychologie und Geschichte der Psychologie.

## Leben
1956 war er am Diagnostisches Zentrum für Kinder, Dobřichovice tätig und von 1956 bis 1960 am Forschungsinstitut für Arbeitssicherheit, Prag. Zwischen 1960 und 1965 wirkte er am Psychologisches Institut der Karlsuniversität, Prag. 1965 wechselte er an die Bethlehem University, Pennsylvania, USA und im Jahr darauf an die Stanford University, California, USA. Zwischen 1968 und 1969 wirkte er am Verkehrspsychologisches Institut des KfV, Wien. Von 1972 bis zur Pensionierung 1998 war er am Lehrstuhl für Psychologie der Philosophischen Fakultät der Karlsuniversität, Prag tätig. 1991 hatte er eine Dozentur und 1995 eine Professur an der Karlsuniversität Prag. Er ist Autor bzw. Co-Autor von 36 Büchern und Fachartikeln im Bereich der Allgemeinen und Angewandten Psychologie. Durch internationale Zusammenarbeit und Studienaufenthalte integrierte er westliche und östliche Trends der Psychologie. Er war Chefredakteur der Zeitschrift „Československá psychologie“ (Tschechoslowakische Psychologie) sowie Co-Editor weiterer psychologischer Fachzeitschriften in verschiedenen Ländern.